# Uroplatus guentheri
Uroplatus guentheri is een hagedis die behoort tot de gekko's. Het is een van de soorten bladstaartgekko's uit het geslacht Uroplatus.

## Naam en indeling
De wetenschappelijke naam van de soort werd voor het eerst voorgesteld door François Mocquard in 1908. Oorspronkelijk werd de wetenschappelijke naam Uroplatus güntheri gebruikt. De soortaanduiding guentheri is een eerbetoon aan de Duitse zoöloog Albert Günther (1830 - 1914).

## Uiterlijke kenmerken
Uroplatus guentheri bereikt een lichaamslengte van 7,2 tot 7,9 centimeter exclusief de staart en een staartlengte van 3,0 tot 4,9 cm. De lichaamskleur is grijs- tot geelbruin, met een vlekkerige tot streperige tekening aan de bovenzijde. Er is een donkere streep aanwezig van de achterzijde van de kop tot de staartpunt. Het lijf is zijdelings afgeplat en de kop opvallend groot en driehoekig. De sterk afgeplatte staart is relatief dun maar langwerpig en dient ter camouflage.

## Levenswijze
Uroplatus guentheri is boombewonend en leeft 's nachts en zit overdag verscholen in bomen en struiken of onder bladeren geplakt. Tijdens de schemering wordt hij actief en wordt er op kleine insecten gejaagd. Uroplatus guentheri leeft in dichtbegroeide, bossige omgevingen van kustbos tot bergwouden waar het warm en vochtig is. De vrouwtjes zetten eieren af.

## Verspreiding en habitat

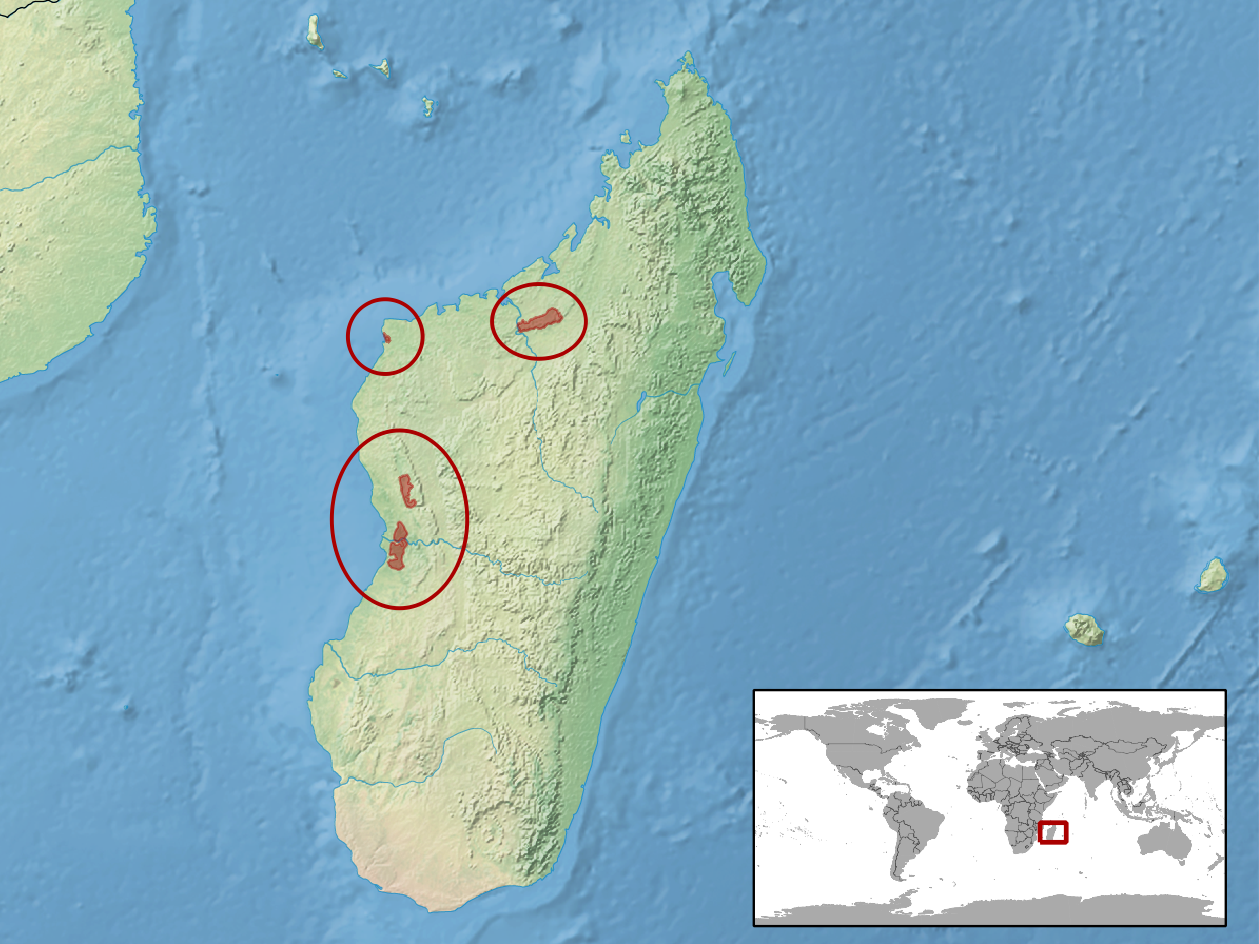
Verspreidingsgebied in het rood.

De soort komt voor in delen van Afrika en leeft endemisch in noordelijk en westelijk Madagaskar. De habitat bestaat uit droge tropische en subtropische bossen. De bladstaartgekko is aangetroffen op een hoogte van ongeveer 30 tot 120 meter boven zeeniveau.

## Beschermingsstatus
Door de internationale natuurbeschermingsorganisatie IUCN is de beschermingsstatus 'bedreigd' toegewezen (Endangered of EN).